# Walls of Jericho
Pour les articles homonymes, voir Jéricho (homonymie).
Pour l'album du groupe Helloween, voir Walls of Jericho (album).
Walls of Jericho est un groupe de punk hardcore et de metalcore américain, originaire de Détroit, dans le Michigan. Leur premier album studio, intitulé A Day and a Thousand Years, est publié en 1999. Peu après, la même année, le groupe signe avec Trustkill Records et publie son premier véritable album, The Bound Feed the Gagged, suivi de All Hail the Dead (2004), et With Devils Amongst Us All (2006).

## Biographie

### Débuts (1998–2001)
Walls of Jericho est formé après la dissolution de deux groupes de Détroit. Le premier se nomme Earthmover, à l'époque composé de Mike Hasty à la guitare et Wes Keely à la batterie. Le deuxième se nomme Universal Stomp, avec Aaron Ruby à la basse. Se retrouvant sans groupe à la même période, les trois amis créent un nouveau groupe. Au même moment Candace Kucsulain, chanteuse pendant deux ans dans le groupe Apathemy propose de se joindre au groupe. Après de nombreuses autres auditions pour trouver un chanteur, le groupe accepte Candace comme leur nouveau leader en septembre 1998. Durant les premiers mois, le groupe travaille avec des amis pour la guitare mais décident ensuite de demander à un ami proche, Chris Rawson, d'être le guitariste à plein temps, afin de renforcer leur formation. Avec les cinq membres au complet, le groupe peut commencer à jouer dans la scène hardcore locale de Détroit. Le groupe signe avec le label Trustkill Records, et publie en décembre 1999 l'album The Bound Feed the Gagged.

### Séparation et reformation (2001–2005)
Dans l'impossibilité de trouver un batteur à la hauteur du groupe, les membres sont forcés de mettre un frein à leurs activités. Avant leur inactivité, la chanteuse Candace annonce apprendre le piercing durant son temps libre pendant deux ans. À cette période également, Mike, Aaron et Chris lancent un projet musical parallèle appelé It's All Gone to Hell. Pendant les deux années qui suivent, le guitariste Mike Hasty continue à enregistrer en tant qu'ingénieur son au studio Cloud City avec des groupes comme The Black Dahlia Murder et Bloodlined Calligraphy.
Après deux ans de silence, période durant laquelle le groupe engage enfin un nouveau batteur, l'ancien membre de Catharsis, Alexei Rodriguez. À cet instant, Candace se préparait à auditionner pour un groupe indépendant avant de recevoir un appel de Mike lui confirmant la reprise de Walls of Jericho. En avril 2003, le groupe recommence ses tournées notamment au festival américain de punk Hellfest à Syracuse. Ils font ensuite paraître un nouvel album, All Hail the Dead, en février 2004, cinq ans après la publication de The Bound Feed the Gagged.

### With Devils Amongst Us AlletRedemption(2006–2009)
En 2006, WOJ entrent en studio d'enregistrement à Détroit, dans l'Ohio, avec le producteur Ben Schigel (Chimaira, Zao, Ringworm) pour démarrer l'enregistrement de leur troisième album. En avril, A Trigger Full of Promises est inclus sur la compilation MTV2 Headbangers Ball: The Revenge. Il s'agit du premier morceau de leur nouvel album. Une vidéo de la chanson est réalisée plus tard pour l'accompagner. Durant l'été, le groupe est ajouté à l'affiche de l'un des plus gros festivals des États-Unis, le Ozzfest 2006. Après ça, le groupe a aussi fait partie du Family Values Tour avant de réaliser leur nouvel album en août 2006 intitulé With Devils Amongst Us All. Selon Nielsen Soundscan, 2 800 exemplaires de l'album ont été vendus la première semaine. Le groupe fait quelques concerts au Brésil avant de s'envoler pour l'Europe où ils font une tournée de onze dates (Persistence 2006) aux côtés de Sick Of It All, Madball, Terror, Comeback Kid et d'autres. Début 2007 le groupe fait quelques concerts autour de Mexico avant de faire une tournée complémentaire aux États-Unis. Durant l'été 2007, ils font de nouveau une tournée en Europe, jouant dans beaucoup de gros festivals d'été, dont le Hellfest (France), Pressure Fest (Allemagne) et le Summer Blast Festival (Allemagne).

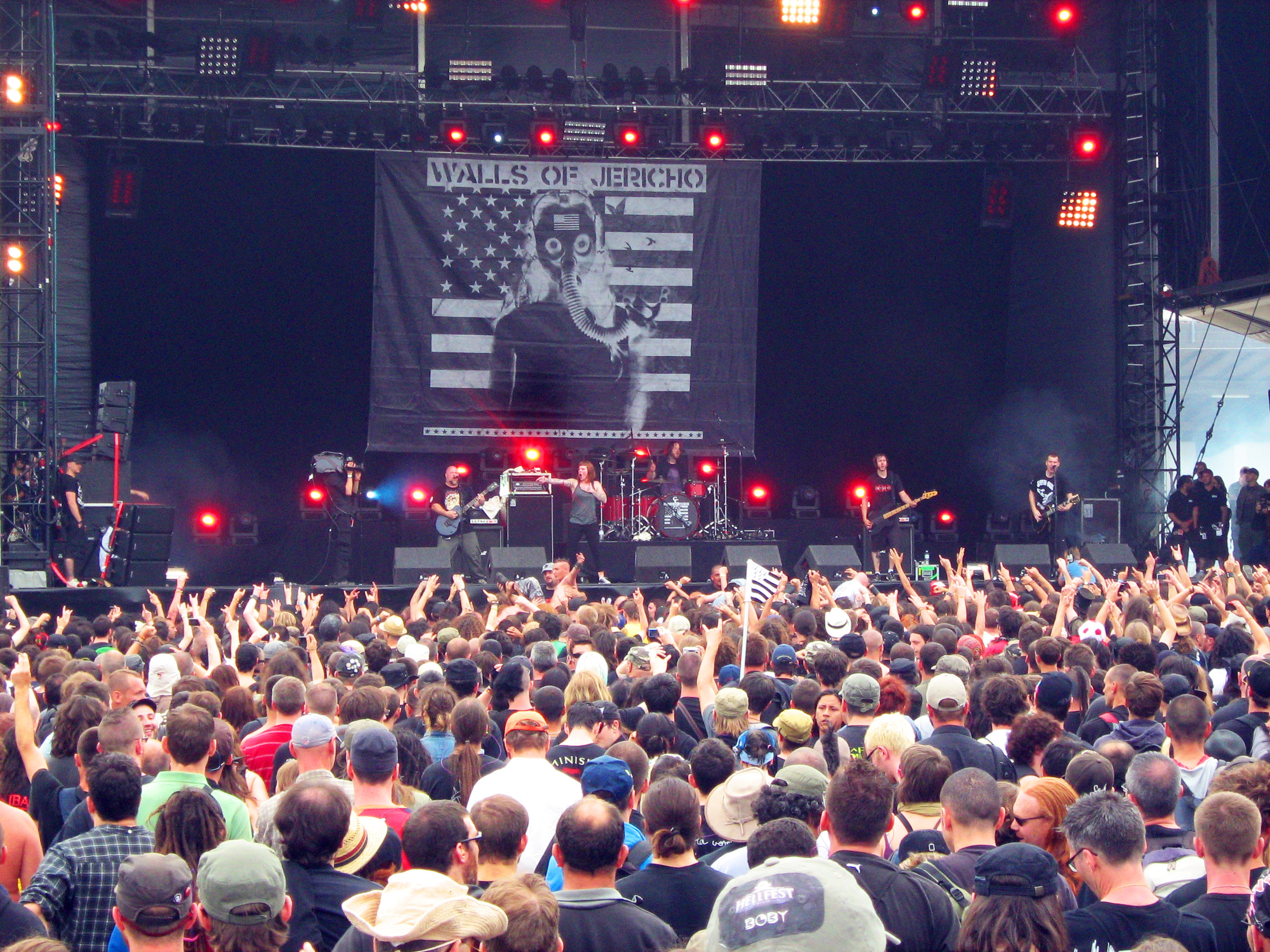
Walls of Jericho au Hellfest 2010

En octobre 2007, le groupe travaille avec Slipknot et Stone Sour dont le leader, Corey Taylor, produit leur album suivant intitulé Redemption. Redemption doit être amélioré en 2008 avec Trustkill. La nouvelle version doit inclure le DVD Live in South America enregistré en août 2007. WOJ devait faire une tournée aux États-Unis de janvier à avril 2008 avec DevilDriver, Napalm Death, Invitro et 36 Crazyfists,. Ils se doivent d'annuler car leur label, Trustkill Records, leur impose comme priorité numéro un de finir leur prochain album pour la fin de l'été 2008. Ils achèvent leur album en 2009 aux côtés de Ben Schigel aux Spider Studios de Strongsville dans l'Ohio,

### Projets actuels (depuis 2010)
Selon un message de Candace Kucsulain sur le profil Myspace du groupe, Walls of Jericho est en pause pour se consacrer à un projet musical parallèle appelé The Beautifuls avec son époux le guitariste Frankie du groupe Death Before Dishonor. Le 24 août 2012, Candace confirme la reformation du groupe et la publication de nouvelles chansons pour 2014. WOJ recrute Rebel Spies, de From Hell, xTyrantx, et It Lies Within pour les rejoindre sur scène le 17 mai 2014 au The Magic Stick afin de gagner des fonds pour les enfants atteints d'un cancer.
Au début de 2014, Walls of Jericho publie la démo d'une nouvelle chanson, Relentless. En février 2015, le groupe signe avec Napalm Records. Le groupe travaille sur un nouvel album depuis 2008, prévu pour fin 2015. Pour le batteur du groupe, Dustin Schoenhofer : « chacun de nous à Walls of Jericho est heureux d'être signé chez Napalm Records, et espérons avoir enfin trouvé un partenariat solide pour la publication de notre musique. »

## Membres

### Membres actuels
- Candace Kucsulain – chant (1998-2001, depuis 2003)
- Chris Rawson – guitare (1998-2001, depuis 2003)
- Mike Hasty – guitare (1998-2001, depuis 2003)
- Aaron Ruby – guitare basse (1998-2001, depuis 2003)
- Dustin Schoenhofer – batterie (depuis 2004)

### Anciens membres
- Rich Thurston - guitare (2003)
- Wes Keely - batterie (1998-2001)
- Derek Grant - batterie (2001)
- Alexei Rodriguez - batterie (2003-2004 ; enregistrement de la batterie sur All Hail the Dead)